# Bad Influence
| Оценки критиков                       | Оценки критиков |
| Источник                              | Оценка          |
| ------------------------------------- | --------------- |
| AllMusic                              | [ 1 ]           |
| The Encyclopedia of Popular Music     | [ 2 ]           |
| The Penguin Guide to Blues Recordings | [ 3 ]           |
| The Village Voice                     | B+              |
| Rolling Stone                         | [ 5 ]           |

Bad Influence (с англ. — «Плохое влияние») — студийный альбом The Robert Cray Band, группы Роберта Крея, выпущенный в 1983 году. Альбом является лауреатом 5th Annual Blues Awards 1984 года в номинации «Альбом современного блюза», песня «Phone Booth» из этого альбома победила в номинации «Песня года», сингл «Got To Make A Comeback»/«Phone Booth» стал синглом года, ещё одна песня из альбома «Bad Influence» номинировалась на звание лучшей песни, сам Роберт Крэй с этим альбомом был признан лучшим исполнителем современного блюза и номинировался на звание лучшего блюзового вокалиста . Продан в количестве более миллиона экземпляров 

## Об альбоме
В начале 1980-х годов Robert Cray Band уже собрала внушительную аудиторию, неустанно гастролируя по Западному побережью США и Европе. С помощью продюсеров Брюса Бромберга и Денниса Уокера они записали этот альбом, воздержавшись от использования тренда 1980-х в виде синтезаторов или драм-машине: альбом звучит просто как отличная группа, играющая вживую в студии, с редким добавлением духовых инструментов и органа Хаммонда. Роберт Крэй твёрдо придерживается своего проверенного формата: Fender Stratоcaster, подключенный напрямую к усилителю, без каких-либо гитарных эффектов, за исключением очень редкой педали тремоло, и очень жёсткая игра медиатором.
Альбом получил отличную критику и признание слушателей, будучи признанным лучшим альбомом современного блюза. Песня «Phone Booth», минорный блюз/фанк-стандарт с двумя гитарными соло была признана песней года, она же вместе с кавером «Got To Make A Comeback», будучи выпущенной синглом, стала лучшим синглом, и крайне редкий случай для Blues Music Awards, ещё одна песня «Bad Influence» с того же альбома претендовала на звание лучшей песни. Кавер-версию «Phone Booth» впоследствии записал сам Альберт Коллинз, а версию «Bad Influence» — Эрик Клэптон. После выхода альбома Роберт Крей значительно расширил свою популярность, был приглашён для выступления в Карнеги-холле, затем гастролировал по Европе 
Bad Influence в основном известен своими великолепными кавер-версиями: «Don't Touch Me» Джонни Гитара Уотсона и «Got To Make A Comeback» Эдди Флойда, обе медленные джемы в размере 6/8, первая — злая и едкая, вторая — сладкая и душевная. «The Grinder » — еще одна медленная 6/8 с убийственным соло Крея 
Роберт Кристгау, поставив альбому оценку B+, сказал что: «Первая сторона — это захватывающие 17:04 нового лучшего блюза, которые я слышал за последнее десятилетие…Однако всякий раз, когда материал не может обеспечить максимума, неспособность Крея нивелировать это дополнительной мощью или наоборот, сладостью играет роль» .
Blues Rock Review отнёс альбом к лучшим 10 альбомам Роберта Крея, поставив его на второе место среди них, сказав что это: «Альбом, который привлек внимание к Роберту Крею, Bad Influence переполнен сырой энергией, мускулистым фанковым грувом и яркой гитарной работой. Культовые номера, такие как со вкусом выдержанный титульный трек, сочный жёсткий блюз „The Grinder“ и фанковый зверь „So Many Women, So Little Time“ с их неотшлифованным шармом и ярким исполнением мгновенно делают пластинку классикой» .
«Bad Influence был вторым официальным релизом Крэя, и это был, по сути, тот, который предупредил более широкий мир за пределами поклонников блюза о его потенциале» .
«Один из лучших альбомов Роберта Крэя…Немногие альбомы предвещают величие так, как этот» 

## Список композиций
| №  | Название                        | Автор(ы)                                              | Длительность |
| -- | ------------------------------- | ----------------------------------------------------- | ------------ |
| 1. | «Phone Booth»                   | Деннис Уокер, Майк Веннис, Ричард Кузинс, Роберт Крей | 3:32         |
| 2. | «Bad Influence»                 | Майк Уэннис, Роберт Крей                              | 2:56         |
| 3. | «The Grinder»                   | Дэвид Эми, Роберт Крей                                | 4:09         |
| 4. | «Got To Make A Comeback»        | Эдди Флойд, Джо Шамвелл                               | 5:52         |
| 5. | «So Many Women, So Little Time» | Дэвид Эми, Эн Ти Клеменс, Озалл Вашингтон             | 4:01         |

| №   | Название                       | Автор(ы)                                | Длительность |
| --- | ------------------------------ | --------------------------------------- | ------------ |
| 6.  | «Where Do I Go From Here»      | Деннис Уокер, Майк Уэннис, Роберт Крей  | 4:03         |
| 7.  | «Waiting For The Tide To Turn» | Деннис Уокер, Майк Уэннис, Роберт Крей  | 3:31         |
| 8.  | «March On»                     | Роберт Крей                             | 2:25         |
| 9.  | «Don't Touch Me»               | Джонни Уотсон, Максвелл Дэвис, Сэм Линг | 3:25         |
| 10. | «No Big Deal»                  | Дэвид Эми, Роберт Крей                  | 3:25         |

## Участники записи
- Роберт Крей — гитара, вокал

- Уоррен Рэнд — саксофон-альт
- Майк Веннис — клавишные, саксофон-тенор
- Ричард Кузинс — бас-гитара
- Дэвид Олсон  — ударные
- Дэвид Ли   —  перкуссия (B5)
- Филипп Уокер — бэк-вокал (A5)
- Эн Ти Клеменс — бэк-вокал (A5)
- Тони Мэтьюз — бэк-вокал (A5)

Производство
- Брюс Бромберг — продюсер
- Деннис Уокер — продюсер
- Терри Лэнд — дизайн конверта
- Билл Дэшелл — звукооператор
- Ли Хильдебрндт — аннотация на обложке
- Донна Клайн — фотография группы
- Линн Хендерсон — фотография (конверт, лицевая сторона)
- Ансил Нанс — фотография (Роберта Крея)